# Integrated Nowcasting through Comprehensive Analysis
Integrated Nowcasting through Comprehensive Analysis (kurz auch INCA genannt) ist ein österreichisches Wettermodell für den Wetteranalysen und -vorhersagen im Nowcastingbereich unter besonderer Berücksichtigung regionaler und kleinräumiger topographischer Effekte (Alpenraum).

## Eigenschaften und Entwicklung
Das Analyse- und Nowcastingsystem INCA befindet sich nach etwa zweijähriger Entwicklung der Zentralanstalt für Meteorologie und Geodynamik (ZAMG; aufgegangen in der GeoSphere Austria) im operationellen Einsatz. Die Entwicklung des Systems ist nicht abgeschlossen. Es werden kontinuierlich Verbesserungen und Erweiterungen durchgeführt, unter anderem was die Entstehung und Entwicklung von konvektiven Wetterereignissen betrifft. Auch Nachfolgermodelle mit noch verfeinerter Auflösung sind in Planung.
Das Wettermodell liefert mit der Auflösung von 1 Kilometer für Österreich und Umgebung stündlich eine interpolierte Analyse bzw. Prognosen von Temperatur, Luftfeuchte, Wind, Bewölkung und Niederschlag.
Unter anderem werden numerischer Wettervorhersagemodelle (ALADIN, ECMWF) mit aktuellen Messwerten (TAWES-Stationsdaten, Radar, Wettersatellitendaten) kombiniert und mit Hilfe hochauflösender Geländeinformation verfeinert. Das Ziel ist es qualitativ hochwertige und verlässliche Analyse und Prognose des aktuellen atmosphärischen Zustandes, insbesondere im Alpenraum zu bekommen.

## Methodik und Anwendung
Bei jenen meteorologischen Feldern, die in INCA dreidimensional analysiert und prognostiziert werden, gliedert sich der Berechnungsablauf in folgende Schritte:
- Interpolation der Prognose des Wettervorhersagemodells ALADIN auf das INCA-Rechengitter. Ein speziell für diesen Zweck entwickelter vertikaler Extrapolationsalgorithmus ordnet auch jenen Alpentälern, die in ALADIN nicht ausreichend aufgelöst werden, realistische Werte zu. Stationsdaten werden mit Fernerkundungsdaten (Satellitendaten für Bewölkung, Radar für Niederschlag) algorithmisch kombiniert. Bei dieser Kombination wird die größere quantitative Genauigkeit der Stationsdaten und die bessere räumliche Auflösung der Fernerkundungsdaten genutzt. Die resultierende Analyse gibt an den Stationspunkten die dort gemessenen Werte wieder und weist zwischen den Stationen die in den Fernerkundungsdaten enthaltenen Strukturen auf.
- An den Messstationen werden die Differenzen zwischen der ersten Interpolation und der aktuellen Beobachtung gebildet und diese dreidimensional nochmals interpoliert. Bei der Gewichtung der Stationen in der Interpolation spielen sowohl deren räumliche Entfernung als auch die Stabilität der Atmosphäre eine Rolle. Das entstandene Differenzfeld wird als Korrektur zum „first guess“ addiert. Das Ergebnis ist die INCA-Analyse. Im Falle des Windfeldes wird zusätzlich ein Algorithmus angewandt, der das Windfeld an die hochauflösende Topographie in INCA anpasst. Aus aufeinanderfolgenden Analysen werden mittels Korrelationsverfahren Verlagerungsvektoren ermittelt. Mit Hilfe dieser Vektoren wird die Lage der Bewölkung bzw. des Niederschlags in den nächsten Stunden abgeschätzt.
- Das in der Analyse berechnete Differenzfeld wird mit zeitlich abnehmendem Gewicht auch für die Korrektur der ALADIN-Prognose der nächsten Stunden verwendet. Bei der Temperaturprognose wird außerdem die Wirkung von Fehlern in der ALADIN Bewölkungsprognose (z. B. nicht erkannter Hochnebel) berücksichtigt und kompensiert.

Die Verifikation der INCA-Prognosen zeigt, dass das System für die jeweils nächsten 2–6 Stunden (je nach Wettersituation) deutlich verbesserte Vorhersagewerte liefert und somit eine wichtige Informationsquelle für den Wetterbericht, insbesondere aber für Wetterwarnungen darstellt. 
INCA findet Anwendung in der Hochwasserwarnung und -prognose, und zusammen mit dem Modell SNOWGRID für die Schneesituation. Außerdem bewährt es sich bei konkretem Eventwetter, etwa Sport- und Open-Air-Veranstaltungen.
Die INCA-Analysen sind kostenfrei für die Öffentlichkeit auf der Website der GeoSphere Austria, vormals ZAMG, abrufbar und bilden die Basis für Anwendungen (etwa Internetportale) mit räumlich und zeitlich detaillierterer meteorologischer Information. Spezielle Kurzfristvorhersagen und Unwetterwarnungen werden als kommerzielle Dienstleistung angeboten.